# Abdoulie Sulayman M’Boob
Abdoulie Sulayman M. M’Boob (* 26. Februar 1930 in Bathurst; † ca. 2015) war ein gambischer Generalinspekteur der Polizei (englisch Inspector General of Police; IGP), Politiker und Diplomat.

## Leben
M’Boob, aus der Gruppe der Wolof, besuchte die St. Augustine’s School, bevor er im Februar 1951 eine Tätigkeit im Bildungsministerium annahm. 1955 trat er der Gambia Police Force (GPF) als Kadett bei und stieg im August 1966 zum  Inspektor, im Februar 1971 zum stellvertretenden Generalinspekteur der Polizei (IGP) und im Mai 1976 zum IGP auf. Während des Putsches von Juli 1981 verteidigten M’Boob und rund 40 andere loyalistische Polizisten und Angehörige der Gambia Field Force heldenhaft die zentrale Polizeistation in Banjul gegen eine viel größere und besser bewaffnete Gruppe von Rebellen, bis sie von senegalesischen Truppen abgelöst wurden.
Dawda Jawara belohnte seine Loyalität, indem er ihn zuerst zum nominierten Mitglied des Repräsentantenhauses und dann im November 1981 zum ersten Innenminister ernannte. Im August 1982 trat er jedoch zurück, inmitten von Gerüchten (die er dementierte), er sei mehrere Monate vor einem möglichen Putsch vor diesem gewarnt worden; Jawara kam sicherlich zu dem Schluss, dass er die wachsende Unruhe in der Field Force ignoriert hatte. M’Boob hatte möglicherweise auch Einwände gegen die geplante Reorganisation der GPF.
1988 wurde er zum Hochkommissar in Nigeria ernannt und 1989 nach Senegal versetzt. Auch in Japan vertrat er gambische Interessen.